# Retrolisthesis
 Mise en garde médicale
Un retrolisthesis, rétrolisthèse ou rétrolisthésis (du latin retro, en arrière et du grec ancien ὀλίσθησις, action de glisser), désigne une affection du squelette humain, caractérisée par le glissement vers l'arrière d'une vertèbre par rapport à la vertèbre sous-jacente.
Un rétrolisthésis peut être d'origine traumatique (entorse, fracture), rhumatismale (arthrose, arthrite), infectieuse (mal de Pott). 
Il s'observe le plus généralement au niveau de la partie supérieure de la région lombaire chez des personnes présentant un excès de poids et une hyperlordose (courbure physiologique exagérée de la colonne vertébrale vers l'avant dans la région lombaire). 
L'importance du glissement se mesure en prenant une radiographie (de profil). Un rétrolisthésis, dans ses cas les plus graves (lorsqu'il comprime la moelle épinière ou une racine nerveuse) peut entraîner une paralysie partielle (hémiplégie) ou totale (tétraplégie).